# Dürnkrut
Dürnkrut, (zastarale česky Suché Kruty) jsou městysem s 2 239 obyvateli (stav k 1. 1. 2023) v okrese Gänserndorf v Dolních Rakousích.
Místo je známé především díky historické bitvě z léta 1278 mezi českým králem Přemyslem Otakarem II. a Habsburkem Rudolfem I., a také díky někdejšímu cukrovaru, který v současnosti slouží k výrobě jiných potravin.

## Zeměpisná poloha
Suché Kruty leží na východním okraji Weinviertelu na řece Moravě a též hraničí se Slovenskem. Rozloha obce představuje 30,4 km². 5,55 procent rozlohy je zalesněných. Obec se člení na dvě katastrální území, jimiž jsou Dürnkrut a Waidendorf.

### Sousední obce
Dürnkrut sousedí s pěti rakouskými obcemi a jednou obcí na Slovensku,
- město Zistersdorf (11 km)
- městys Angern an der March (8 km)
- městys Jedenspeigen (3 km)
- městys Ebenthal (5 km)
- městys Drösing (12 km)
- obec Gajary (Slovensko) (~6 km)

## Dějiny městysu

### Dürnkrut
Kolem roku 1045 byla doložena existence Suchých Krut s hradem jako pohraničním sídlem. První zmínka o Suchých Krutech se nachází v seznamu vlastníků kláštera Freising z roku 1160. Bitva u Suchých Krut (též známa pod názvem Bitva na Moravském poli) dne 26. srpna 1278 mezi českým králem Přemyslem Otakarem II. a Rudolfem I. Habsburským je považována (po bitvě u Hastingsu) za největší rytířskou bitvu v dějinách.[zdroj⁠?!] Ta skončila vítězstvím Habsburka, přičemž Přemysl Otakar II. v bitvě padl.
Ačkoli je Dürnkrut znám především díky bitvě, existují zde však také nálezy z doby kamenné. Nalezené pracovní nástroje jsou k vidění v místním muzeu.

## Obyvatelstvo
Největší počet obyvatel měl Dürnkrut v roce 1951, kdy zde žilo 2 802 lidí.

## Politika
V obecní radě města je 21 křesel, po obecních volbách ze 6. března 2005 byly strany zastoupeny takto:
SPÖ 14, ÖVP 7, ostatní 0.